# 4805 Asteropaios
4805 Asteropaios este un asteroid descoperit pe 13 noiembrie 1990 de Carolyn Shoemaker.